# کلاودیا زانلا
کلاودیا زانلا (ایتالیایی: Claudia Zanella؛ زادهٔ ۳۰ مارس ۱۹۷۹) بازیگر اهل ایتالیا است.
از فیلم‌ها یا برنامه‌های تلویزیونی که وی در آن نقش داشته‌است، می‌توان به تا ابد جوان، به کجا می‌روی، عزیزم؟ و زن‌ها دیوانه‌ام می‌کنند اشاره کرد.